# Valhalla88

Creador del website

Valhalla88, o Nazista Sul88/Valhalla, creado en 1997, fue el mayor sitio brasileño y uno de los mayores del mundo sobre el revisionismo nazi. Fue creado por Marcelo Valle Silveira Mello (Psycl0n) y fue desmantelado por la Policía Federal brasileña en 2007. El sitio tenía estrechas conexiones con otros sitios neonazis internacionales y mantenía una estrecha relación con el movimiento White Power. En octubre de 2003, ocupaba el puesto 47 en el ranking de los 100 principales sitios nacionalistas y revisionistas. El grupo fue definido por Ciudad Libre de Opinión, el sitio web que albergaba Valhalla88, como skinheads nacionalsocialistas blancos.
El sitio Nazista Sul88/Valhalla fue creado en 1997, con textos firmados por un usuario conocido como Nacionalista 88, supuestamente por Marcelo Valle Silveira Mello. Ingresó a la organización estadounidense NSDAP/AO y fue anfitrión del prestigioso sitio web neonazi argentino Ciudad Libre de Opinión, creado en 1999. Con el tiempo, se convirtió en uno de los sitios web neonazis más grandes de Brasil, alcanzando un promedio de 200.000 visitas diarias. Entre 2004 y 2005, comenzó a ser investigado por el Ministerio Público Federal y el Ministerio Público de Rio Grande do Sul a solicitud del Consejo de Desarrollo de la Comunidad Negra y de la Federación Israelí de Rio Grande do Sul y con la ayuda de Interpol. En 2006 fue eliminado del sitio web argentino y creó su propio dominio, conocido desde entonces como Valhalla88. Fue cerrado por la Policía Federal brasileña a pedido de la comunidad judía en agosto de 2007, pero parte del material estaba alojado en el sitio web de Nueva Orden.
Marcelo Valle Silveira Mello es un informático, delincuente y cracker brasileño. Fue arrestado por la Policía Federal brasileña por crímenes tales como racismo, amenazas terroristas, difusión de pornografía infantil, incitación a la violencia contra negros, homosexuales, mujeres, nordestinos y judíos, predicación del abuso sexual contra niños y planificación del asesinato de estudiantes de la carrera de Ciencias Sociales de la Universidad de Brasilia. Actualmente, cumple una condena de 41 años. En 2009, se convirtió en la primera persona condenada por racismo en Internet en Brasil.